# Đầm lầy cỏ

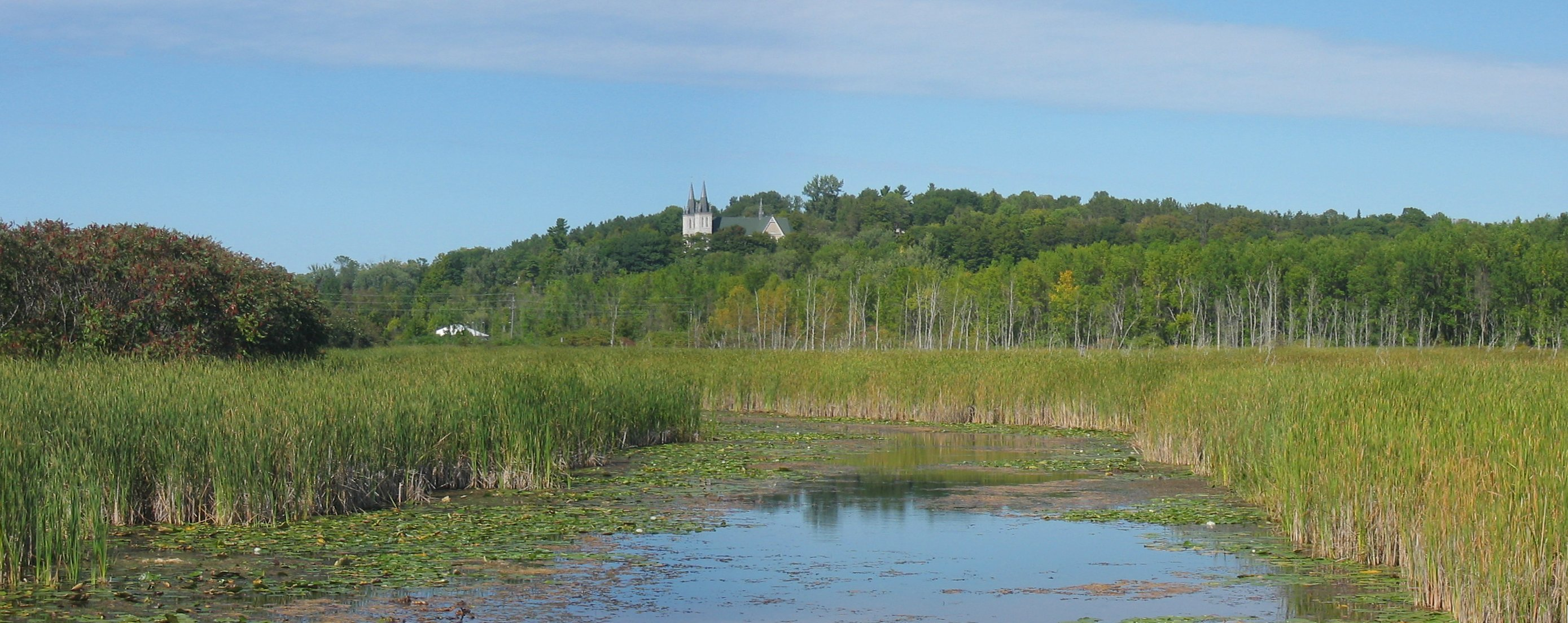
Một đầm lầy cỏ dọc theo bờ một con sông nhỏ

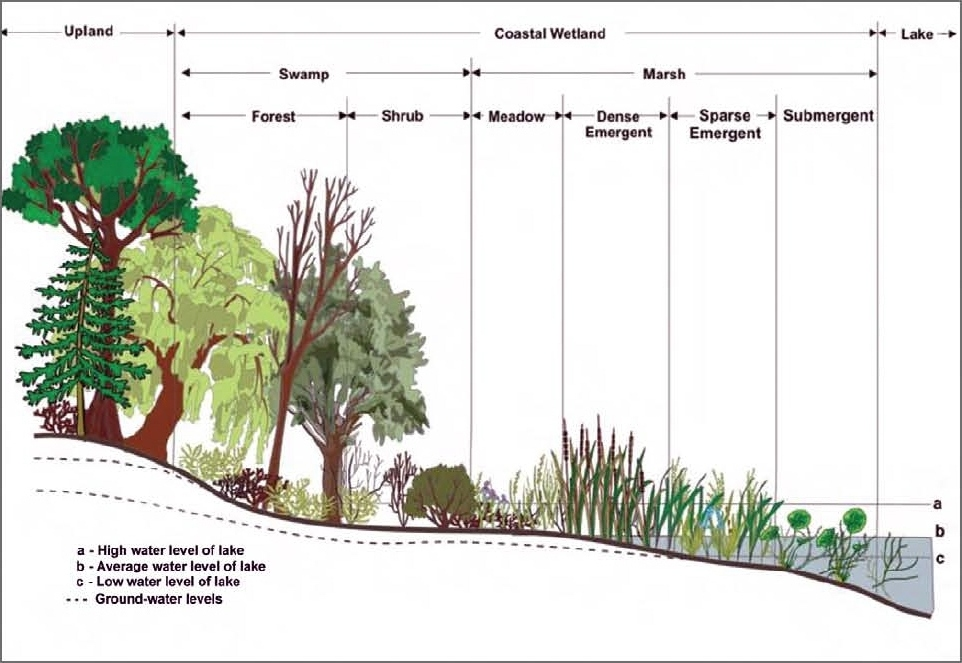
Đầm lầy cỏ trong vùng nước nông bên bờ hồ

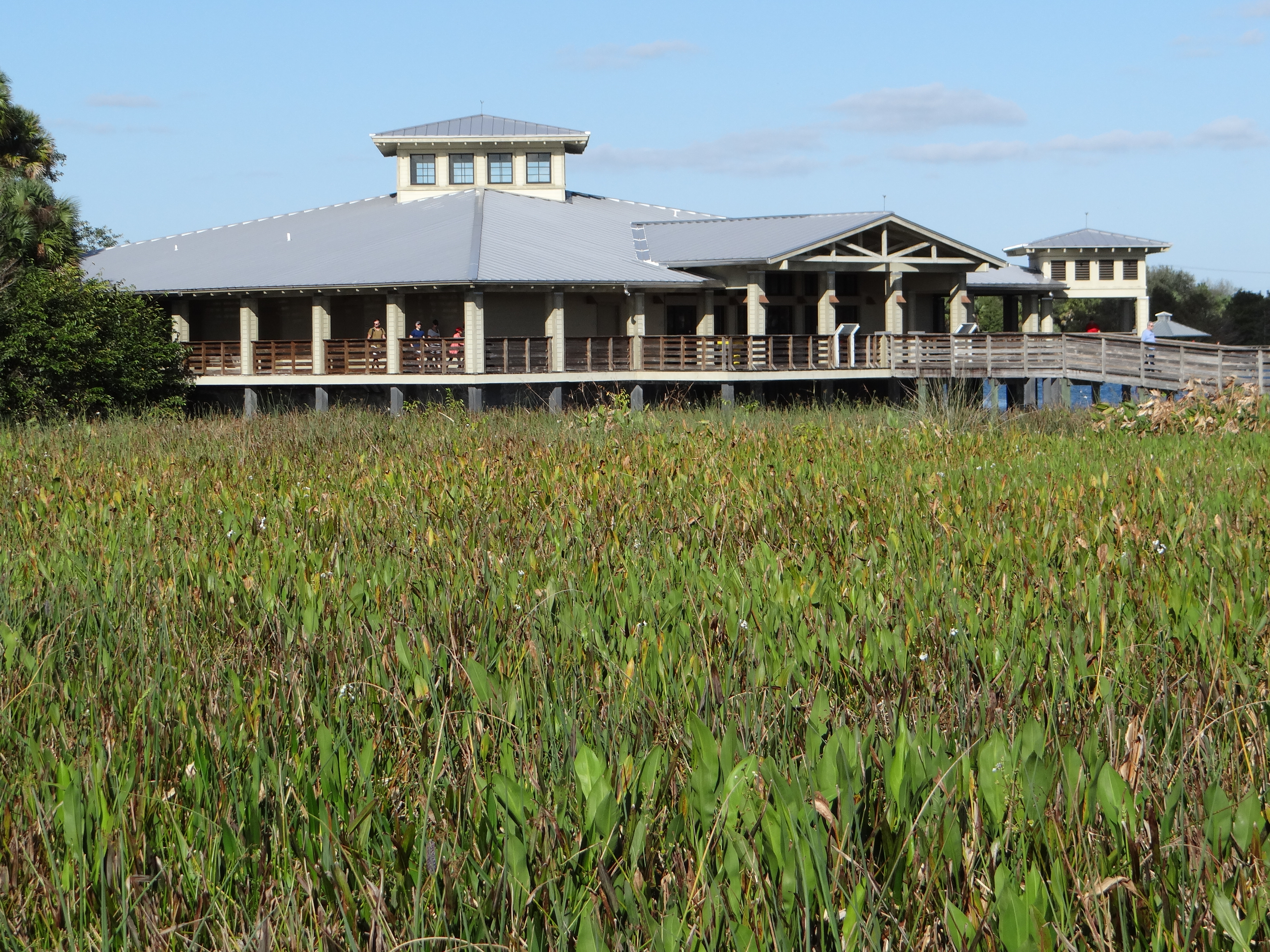
Green Cay Wetlands, quận Palm Beach, Florida.

Một đầm lầy cỏ hay đầm lầy cây bụi và cỏ là một vùng đất ngập nước với các loài thực vật chi phối là thực vật thân thảo chứ không phải là các loài thực vật thân gỗ. Các đầm lầy cỏ thường có thể được tìm thấy ven rìa các hồ và suối, nơi chúng tạo thành một sự chuyển tiếp giữa các hệ sinh thái dưới nước và trên cạn. Chúng thường bị chi phối bởi các loại cỏ, bấc hay lau sậy. Nếu có cây thân gỗ thì chúng có xu hướng là cây bụi mọc thấp. Hình thức thực vật này là những gì phân biệt đầm lầy cỏ với các loại đất ngập nước khác, chẳng hạn như đầm lầy cây thân gỗ với thực vật chi phối là cây thân gỗ, và đầm lầy than bùn là những vùng đất ngập nước tích tụ các trầm tích than bùn axit hay kiềm.

## Thông tin cơ bản

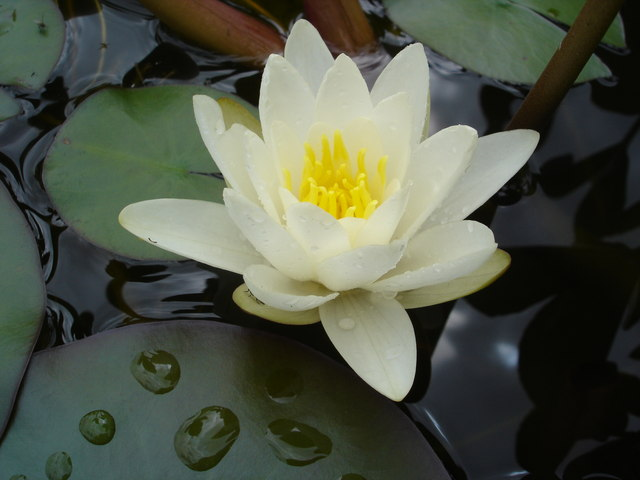
Súng trắng là một loại cây đầm lầy cỏ điển hình ở khu vực nước sâu ở châu Âu.

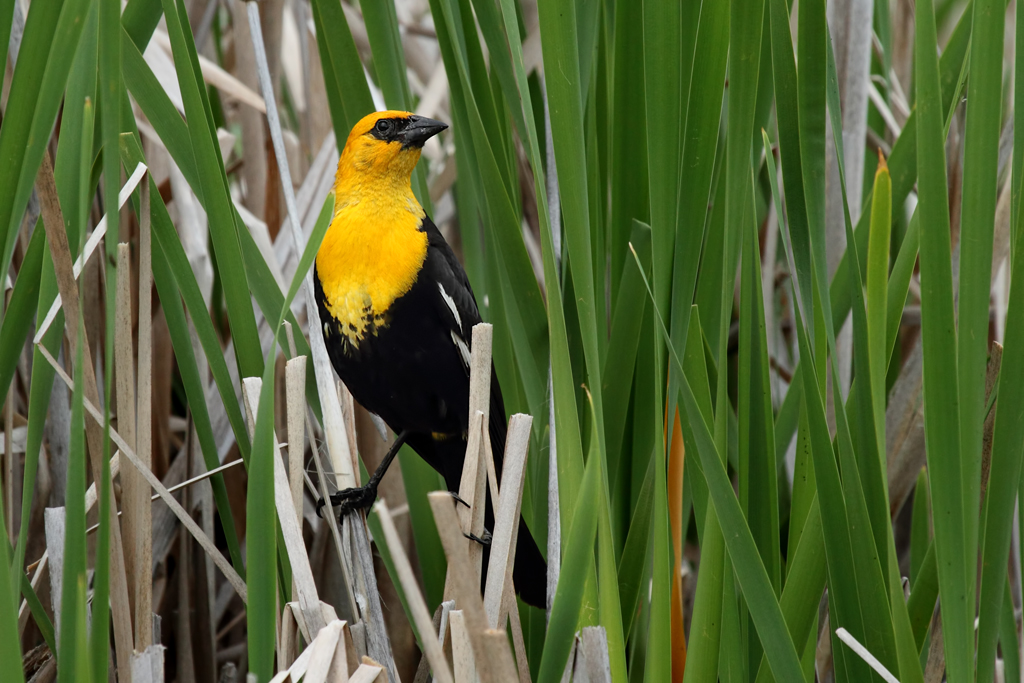
Nhiều loại chim làm tổ trong đầm lầy cỏ; con chim này là chim đen đầu vàng.

Các đầm lầy cỏ cung cấp môi trường sống cho nhiều loài thực vật, động vật và côn trùng thích nghi với điều kiện sống trong điều kiện ngập nước. Các loài thực vật phải có khả năng sinh sống trong bùn ướt với mức oxy thấp. Do đó, nhiều trong số các loài thực vật này có mô khí, các mạch trong thân cây cho phép không khí di chuyển từ lá vào vùng rễ. Thực vật đầm lầy cỏ cũng có xu hướng có thân rễ để lưu trữ dưới lòng đất và sinh sản. Các ví dụ quen thuộc bao gồm hương bồ, cói, cói giấy và cói quả lõm. Động vật thủy sinh, từ cá đến kỳ giông, thường có thể sống với lượng oxy thấp trong nước. Một số loài có thể lấy oxy từ không khí thay vào đó, trong khi những loài khác có thể sống vô thời hạn trong điều kiện oxy thấp. Các đầm lầy cỏ cung cấp môi trường sống cho nhiều loại động vật không xương sống, cá, động vật lưỡng cư, thủy cầm và động vật có vú thủy sinh. Các đầm lầy cỏ có các mức sản xuất sinh học cực kỳ cao, thuộc loại cao nhất trên thế giới và do đó rất quan trọng trong việc hỗ trợ nghề cá. Các đầm lầy cỏ cũng cải thiện chất lượng nước bằng cách đóng vai trò của vùng trũng để lọc chất ô nhiễm và trầm tích từ nước chảy qua chúng. Các đầm lầy cỏ (và các vùng đất ngập nước khác) có thể hấp thụ nước trong thời gian mưa lớn và từ từ giải phóng nó vào đường thủy và do đó làm giảm cường độ lũ lụt. pH trong đầm lầy cỏ có xu hướng trung tính tới kiềm, trái ngược với các đầm lầy than bùn, nơi than bùn tích lũy trong các điều kiện axit hơn.

## Các kiểu đầm lầy cỏ

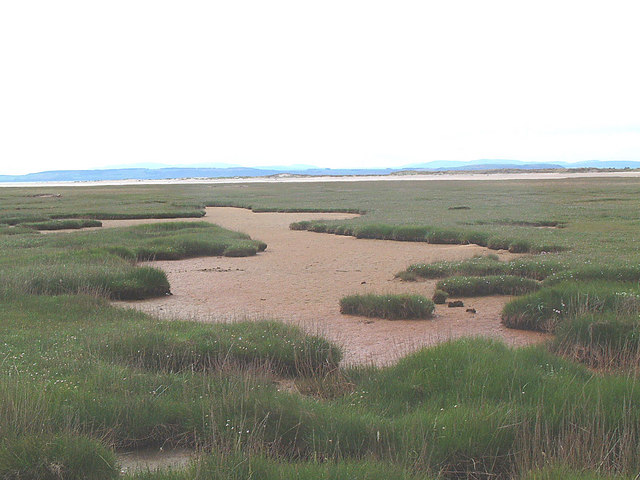
Một đầm lầy cỏ nước mặn ở Scotland

Các đầm lầy cỏ khác nhau chủ yếu phụ thuộc vào vị trí và độ mặn của chúng. Cả hai yếu tố này ảnh hưởng rất lớn đến khoảng và phạm vi của sự sống động vật và thực vật có thể tồn tại và sinh sản trong những môi trường này. Ba kiểu đầm lầy cỏ chính là đầm lầy cỏ nước mặn, đầm lầy cỏ thủy triều nước ngọt và đầm lầy cỏ nước ngọt. Ba kiểu này có thể được tìm thấy trên toàn thế giới và mỗi kiểu đều chứa một tập hợp các sinh vật khác nhau.

### Đầm lầy cỏ nước mặn
Đầm lầy cỏ nước mặn được tìm thấy trên khắp thế giới ở các vĩ độ từ trung bình đến cao, bất cứ nơi nào có các phần của bờ biển được bảo vệ. Chúng nằm gần bờ biển đến mức chuyển động của thủy triều ảnh hưởng đến chúng, và thỉnh thoảng chúng được bao phủ bởi nước. Chúng phát triển mạnh ở những nơi mà tốc độ tích tụ trầm tích lớn hơn tốc độ chìm của đất. Đầm lầy cỏ nước mặn bị chi phối bởi thảm thực vật có bộ rễ thích nghi đặc biệt, chủ yếu là cỏ chịu mặn.
Đầm lầy cỏ nước mặn thường được tìm thấy nhiều nhất trong các đầm phá, cửa sông, và ở phía được che chắn của các mũi đất hay mũi cát. Các dòng chảy ở đó chuyên chở các hạt mịn tới gần phía yên tĩnh của mũi đất/mũi cát và trầm tích bắt đầu tích tụ. Những vị trí này làm cho các đầm lầy cỏ hấp thụ các chất dinh dưỡng dư thừa từ dòng nước chảy qua chúng trước khi dòng nước này chảy tới cửa sông và đổ ra biển. Các đầm lầy cỏ này đang suy giảm dần. Sự phát triển duyên hải và sự phát triển đô thị lộn xộn đã gây ra tổn thất đáng kể cho những môi trường sống thiết yếu này.

### Đầm lầy cỏ thủy triều nước ngọt
Mặc dù được coi là đầm lầy cỏ nước ngọt, dạng đầm lầy cỏ này chịu ảnh hưởng của thủy triều. Tuy nhiên, do không chịu áp lực của độ mặn như đối với các đầm lầy cỏ nước mặn nên sự đa dạng của thực vật và động vật sống và sử dụng các đầm lầy cỏ thủy triều nước ngọt là cao hơn nhiều so với đầm lầy cỏ nước mặn. Các mối đe dọa nghiêm trọng nhất đối với dạng đầm lầy cỏ này là quy mô và mức độ ô nhiễm ngày càng tăng của các thành phố xung quanh chúng.

### Đầm lầy cỏ nước ngọt

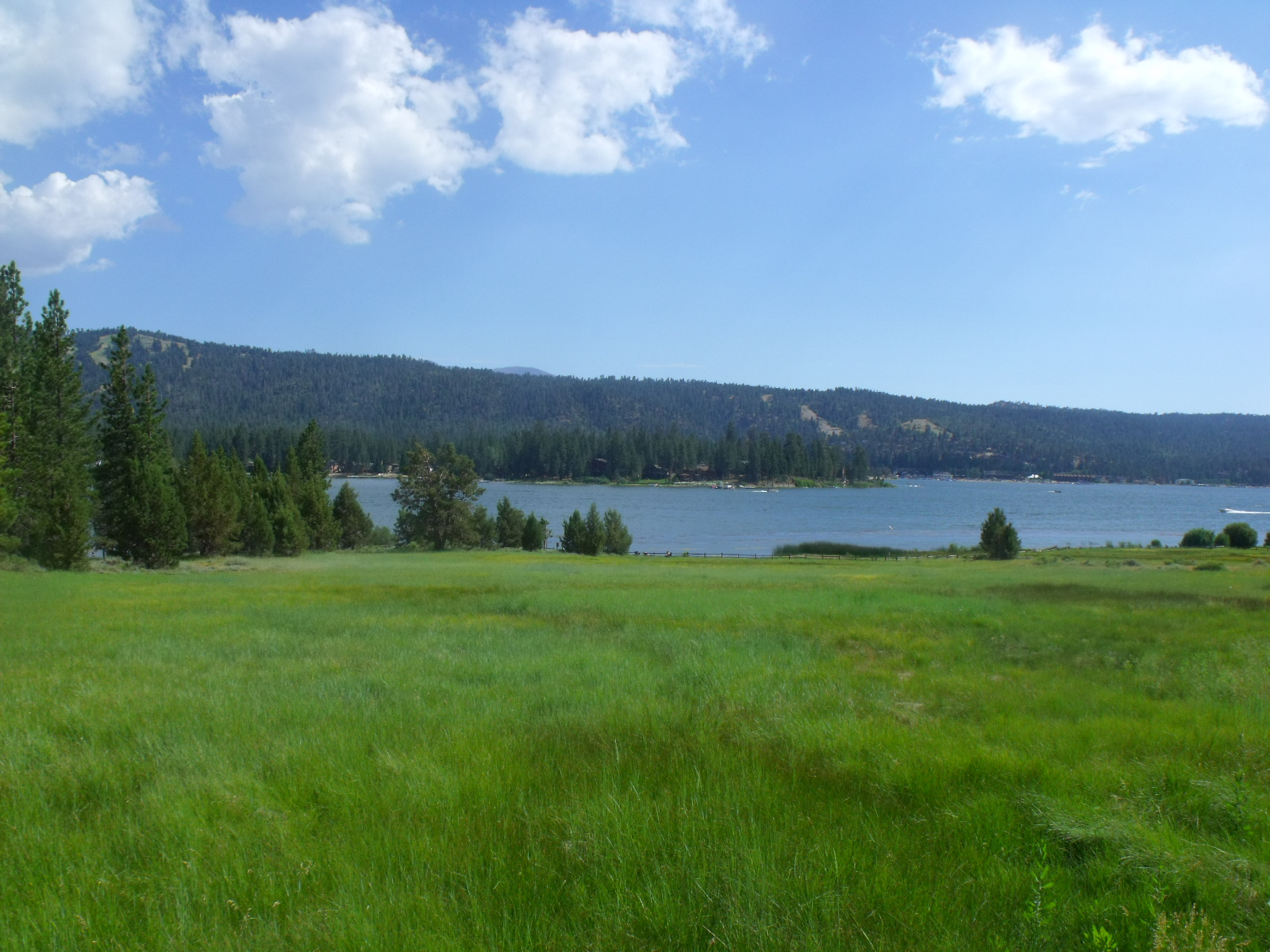
Một đồng cỏ ẩm thấp liền kề với Hồ Gấu Lớn, dãy núi San Bernardino, California.

Khác nhau rất nhiều về cả kích thước và vị trí địa lý, các đầm lầy cỏ nước ngọt tạo thành dạng đất ngập nước phổ biến nhất ở Bắc Mỹ. Chúng cũng là đa dạng nhất trong ba kiểu đầm lầy cỏ. Một số ví dụ về các loại đầm lầy cỏ nước ngọt ở Bắc Mỹ là:

#### Đồng cỏ ẩm thấp
Đồng cỏ ẩm thấp có trong các khu vực như lưu vực hồ nông, vùng trũng thấp và vùng đất nằm giữa các đầm lầy cỏ nông và các vùng đất cao. Chúng cũng xuất hiện ven rìa các hồ và sông lớn. Đồng cỏ ẩm thấp thường có độ đa dạng thực vật rất cao và mật độ hạt bị vùi lấp cao. Chúng thường xuyên bị ngập lụt nhưng thường khô vào mùa hè.

#### Vũng nước mùa xuân
Vũng nước mùa xuân là một loại đầm lầy cỏ chỉ được tìm thấy theo mùa ở những vùng trũng nông trong đất liền. Chúng có thể được bao phủ trong một vùng nước nông, nhưng vào mùa hè và mùa thu thì chúng có thể hoàn toàn khô. Ở phía tây Bắc Mỹ, các vũng nước mùa xuân có xu hướng hình thành ở những đồng cỏ thoán đãng, trong khi ở phía đông chúng thường xuất hiện trong các cảnh quan rừng. Xa hơn về phía nam, các vũng nước mùa xuân hình thành trong các trảng cỏ thông và rừng phẳng. Nhiều loài động vật lưỡng cư phụ thuộc vào các vũng nước mùa xuân để sinh sản trong mùa xuân; những ao hồ tạm thời này cung cấp môi trường sống không có cá ăn trứng và con sơ sinh của động vật lưỡng cư. Một ví dụ là loài nguy cấp ếch gopher (Rana sevosa). Các ao hồ tạm thời tương tự cũng xuất hiện trong các hệ sinh thái thế giới khác, nơi chúng có thể có tên gọi địa phương. Tuy nhiên, thuật ngữ vũng nước mùa xuân có thể được áp dụng cho tất cả các hệ sinh thái vũng nước tạm thời như vậy.

#### Playa
Playa là một dạng đầm lầy cỏ nước ngọt nông xuất hiện ở vùng cao nguyên phía nam Hoa Kỳ. Giống như các vũng nước mùa xuân, chúng chỉ có mặt vào những thời điểm nhất định trong năm và thường có hình dạng tròn. Khi playa khô trong mùa hè, sự phân vùng thực vật dễ thấy phát triển dọc theo bờ.

### Lõm lòng chảo thảo nguyên

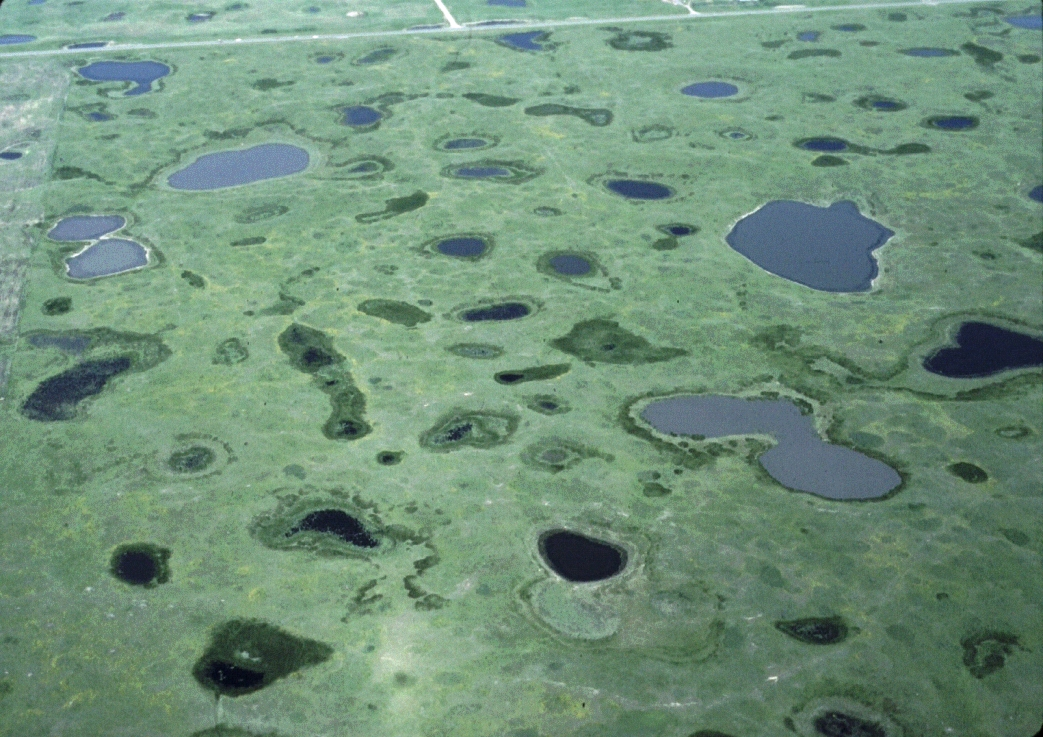
Ảnh chụp từ trên cao của lõm lòng chảo thảo nguyên

Các lõm lòng chảo thảo nguyên được tìm thấy ở phía bắc Bắc Mỹ với tên gọi Khu vực Lõm lòng chảo Thảo nguyên. Những cảnh quan này đã từng bị các sông băng che phủ, và kết quả là những vùng trũng nông được hình thành với số lượng lớn. Những vùng trũng này chứa đầy nước vào mùa xuân. Chúng cung cấp các môi trường sinh sản quan trọng cho nhiều loài thủy điểu. Một số vùng nước chỉ xuất hiện theo mùa trong khi những vùng nước khác giữ đủ nước để có mặt quanh năm.

### Vùng đất ngập nước ven sông
Nhiều loại đầm lầy cỏ xuất hiện dọc theo rìa của các con sông lớn. Các loại đầm lầy cỏ khác nhau được tạo ra bởi các yếu tố như mực nước, chất dinh dưỡng, xói lở băng và sóng.

### Đầm lầy cỏ đê chắn
Các vùng rộng lớn của đầm lầy cỏ thủy triều đã được đắp đê che chắn và tiêu thoát nước nhân tạo. Chúng thường được biết đến với tên gọi trong tiếng Hà Lan là polder. Ở miền bắc Đức và Scandinavia, chúng được gọi là marschland, marsch hoặc marsk, ở Pháp là marais maritime. Ở Hà Lan và Bỉ, chúng được chỉ định là vùng đất sét biển. Ở East-Anglia, đầm lầy cỏ đê chắn được gọi là The Fens.

## Phục hồi
Một số khu vực trên thế giới đã mất đến 90% diện tích đất ngập nước, bao gồm cả các đầm lầy cỏ. Chúng đã được tiêu thoát nước để tạo ra đất nông nghiệp hoặc lấp đầy để phù hợp với sự phát triển đô thị. Phục hồi là quá trình trả lại đầm lầy cỏ cho cảnh quan để thay thế những gì đã mất trong quá khứ. Sự phục hồi có thể thực hiện ở quy mô lớn như làm cho các con sông bị ngập lụt tự nhiên trong mùa xuân, hoặc ở quy mô nhỏ bằng cách hoàn trả lại các vùng đất ngập nước cho cảnh quan đô thị.